# صاریع دم‌حلقه‌ای صخره‌ای
صاریع دم‌حلقه‌ای صخره‌ای (نام علمی: Petropseudes dahli) نام یک گونه از تیره شبه‌دستان است.